# NCT 127
NCT 127 (hangul: 엔시티 127; rr: ensiti il-i-chil; estilizado como nct127, sendo NCT um acrônimo para Neo Culture Technology e 127 marca a coordenada de longitude de Seul) é a segunda subunidade oficial do grupo masculino sul-coreano NCT formado pela SM Entertainment. A subunidade estreou em julho de 2016, composta por sua formação original de sete membros: Taeil, Taeyong, Yuta, Jaehyun, Winwin, Mark e Haechan, com o lançamento de seu primeiro extended play NCT #127. O álbum foi um sucesso comercial após o seu lançamento, algo que rendeu várias indicações para a subunidade, e eventualmente os deu o título de Melhor Novo Grupo em vários prêmios de música da Coreia do Sul em 2016.
Os membros Doyoung e Johnny foram adicionados à subunidade em dezembro de 2016, antes de seu próximo EP Limitless em 2017. Jungwoo foi então apresentado como o décimo e último membro da subunidade em setembro de 2018, seguido pelo primeiro álbum de estúdio, Regular-Irregular, do grupo no final de outubro de 2018. Entretanto, posteriormente a formação do grupo voltou a passar por mudanças. O afastamento de Winwin e a expulsão de Taeil, em 2024, fez com que atualmente o grupo conte com oito membros: Johnny, Taeyong, Yuta, Doyoung, Jaehyun, Jungwoo, Mark, Haechan.
Eles finalmente alcançaram o reconhecimento revolucionário em 2017 com "Cherry Bomb", aclamada como uma das canções e identidade musical do grupo, exploraram ainda mais o sucesso internacional com o lançamento de seu primeiro álbum de estúdio e seu single principal "Regular" em 2018. A unit também se aventurou na cena musical japonesa com uma versão japonesa de seu segundo single "Limitless", lançou uma EP e um álbum de estúdio em 2019.
O NCT 127 continuou a expandir sua promoção globalmente, tendo assinado com Capitol Music Group e Caroline Distribution para um acordo mundial de marketing e distribuição com o selo nativo do grupo da SM Entertainment em abril de 2019, seguido pelo lançamento de We Are Superhuman e seu segundo álbum coreano Neo Zone, com o último se tornando seu primeiro top cinco na Billboard 200 e, subsequentemente, o primeiro lançamento da subunidade a vender mais de um milhão de cópias em maio de 2020.

## História

### 2016–2018: Estreia, crescente popularidade eRegular-Irregular
Em janeiro de 2016, o fundador da SM Entertainment, Lee Soo-man, realizou uma conferência de imprensa no SM Coex Artium intitulada "SMTOWN: New Culture Technology 2016" falando sobre os planos da agência para um novo grupo masculino de acordo com a sua "estratégia de conteúdos de cultura" que seria estrear diferentes equipes baseadas em diferentes países ao redor do mundo. O grupo chamado NCT estreou em abril do mesmo ano, com a subunidade NCT U. NCT 127 foi oficialmente anunciado, como a segunda subunidade do NCT, em 1º de julho de 2016, consistindo dos membros originais do NCT U, Taeil, Taeyong, Jaehyun e Mark, junto com três novos membros: Yuta, Winwin e Haechan (anteriormente conhecido como Donghyuck). O grupo fez sua estreia no palco em 7 de julho de 2016 no M! Countdown, performando "Fire Truck" e "Once Again" de seu primeiro mini-álbum, intitulado NCT #127, que foi lançado digitalmente em 10 de julho e fisicamente no dia seguinte. O álbum estreou na posição de número 2 no Gaon Album Chart, e liderou a parada musical em sua terceira semana de lançamento, além de alcançar a #2 posição no World Albums Chart da Billboard.

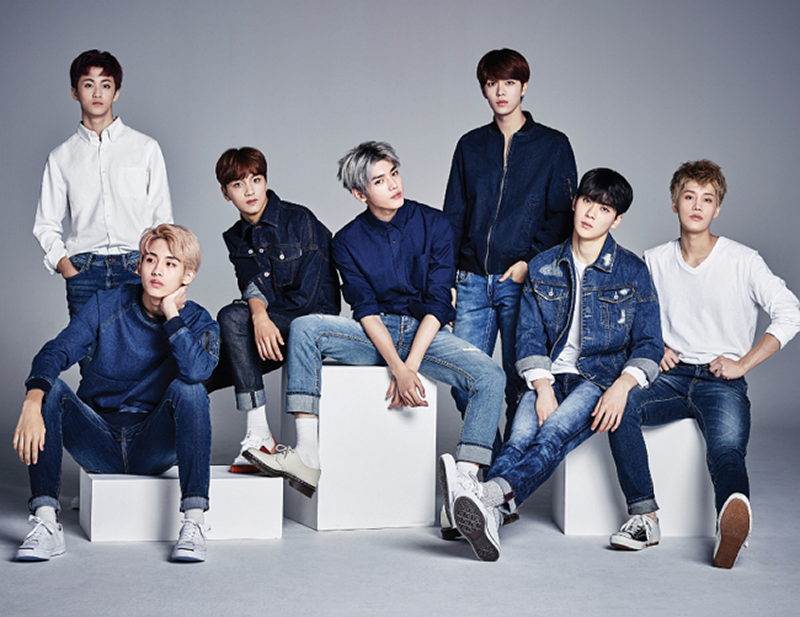
Formação original, de sete membros, do NCT 127 em um ensaio fotográfico para "Design United", em setembro de 2016

A terceira temporada de NCT Life, na cidade de Paju, que apresenta o NCT 127, estreou em 16 de julho de 2016. Em 29 de julho, a unit lançou o single "Taste the Feeling", para o projeto Station em colaboração com a Coca-Cola. Em 6 de dezembro, 5 membros do NCT 127 (Yuta, Taeyong, Jaehyun, Mark e Winwin) lançaram um vídeo musical de dança especial, da canção "Good Thing" em colaboração com W Korea. Em 20 de dezembro, o vídeo musical de "Switch" foi lançado. A canção foi lançada anteriormente como uma faixa bônus no mini-álbum NCT#127, e apresenta o SR15B. Em 27 de dezembro de 2016, o NCT 127 anunciou seu comeback com a adição de dois membros: Johnny e Doyoung (membro original do NCT U). A unit lançou seu segundo mini-álbum, Limitless, digitalmente em 6 de janeiro de 2017 e fisicamente em 9 de janeiro de 2017. O álbum estreou no topo da Billboard World Albums e Gaon Album Chart. Em 17 de março, o NCT 127 se apresentou no KCON Mexico realizado no Mexico City Arena.
O grupo lançou o seu terceiro EP, Cherry Bomb, em 14 de junho de 2017, estreando na #2 posição da Gaon Album Chart. As canções "Cherry Bomb" e "0 Mile" foram ambas executadas no M Countdown para o seu estágio de retorno. "Cherry Bomb" foi escolhida pela Billboard como uma das melhores músicas do K-pop de 2017. A Apple Music nomeou o NCT 127 como o "Novo Artista da Semana" após o lançamento de Cherry Bomb. O grupo se apresentou no KCON NY, realizado em 24 de junho de 2017 no Prudential Center, em Nova Iorque, e no Centro de Convenções de Los Angeles em 19 de agosto, para o KCON LA. No início de novembro de 2017, o grupo lançou o vídeo musical para a versão em japonês da canção "Limitless", além de realizar seu primeiro evento no Japão intitulado The Introduction 'Connect'. Para o primeiro semestre de 2018, o NCT 127 promoveu juntamente com NCT U e Dream como NCT 2018. Em 14 de março, o NCT 127 lançou o single "Touch", juntamente como primeiro álbum de estúdio do NCT, intitulado NCT 2018 Empathy. Em abril, o NCT 127 foi nomeado como um dos embaixadores da Hallyu Expo de Moscou.
O primeiro extended play em japonês do grupo, intitulado Chain, foi lançado em 23 de maio de 2018. O EP estreou no segundo lugar na parada de álbuns semanais do Japão, Oricon Weekly Chart, vendendo mais de 44.800 cópias. Em 24 de junho o grupo se apresentou no KCON USA, realizado no Prudential Center em Newark, New Jersey. Em 16 de setembro, foi lançada a versão em japonês da canção "Touch".
Em meados de setembro de 2018, a SM Entertainment anunciou que o NCT 127 lançaria seu primeiro álbum de estúdio, intitulado Regular-Irregular, em 12 de outubro com a adição de Jungwoo, transformando a unidade de um grupo de 9 membros para um grupo de 10 membros. O lançamento do álbum foi liderado por uma performance da versão em inglês do single "Regular" e "Cherry Bomb" no Jimmy Kimmel Live! que também marcou a primeira aparição do grupo na televisão americana. O álbum estreou na primeira posição da Gaon Album Chart, além de estrear na #86 posição da Billboard 200, marcando a primeira aparição do grupo na parada de álbuns dos EUA com 8 mil cópias vendidas no país em sua primeira semana de vendas. Em 22 de outubro a subunidade lançou o extended play digital Up Next Session: NCT 127, através da Apple Music contendo versões alternativas dos singles anteriores "Fire Truck", "Cherry Bomb" e "Regular", bem como a faixa original "What We Talkin' Bout" com a participação de Marteen. Em 23 de novembro, o grupo lançou seu primeiro álbum reeditado intitulado Regulate, acompanhado do single "Simon Says". Pouco antes do lançamento a SM Entertainment anunciou que Winwin não participaria das promoções do grupo devido a conflitos de agenda. Em 19 de dezembro, foi anunciado que Haechan entraria em um hiato do grupo devido a uma lesão.

### 2019–2020:Awaken, expansão internacional,Neo Zonee sucesso comercial
O grupo deu início a sua primeira turnê de concertos, intitulada NCT 127 1st Tour: NEO CITY - The Origin, em 26 de janeiro de 2019 na Olympic Gymnastics Arena em Seul. A turnê ocorreu sem a participação do membro Winwin, que já havia ficado de fora das promoções do grupo para o seu álbum reeditado Regulate (2018). E também marcou o retorno do membro Haechan, que estava inativo devido a uma lesão. Em 22 de fevereiro, a subunidade lançou a canção "Let's Shut Up & Dance" com a participação de Lay e Jason Derulo como parte do projeto de homenagem ao Rei do Pop, Michael Jackson.

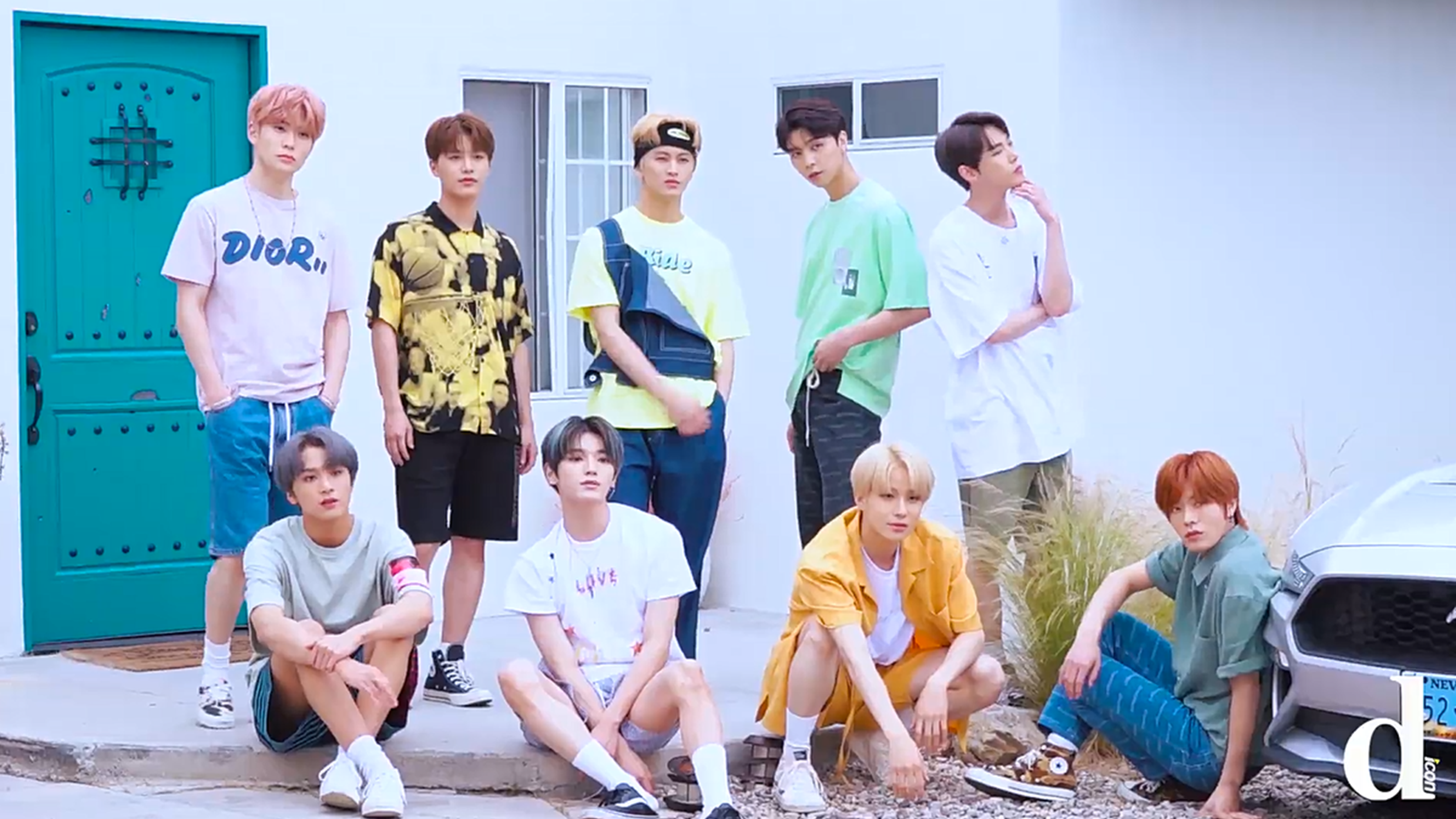
NCT 127 modelando para a revista coreana Dispatch, em 2019

Em 18 de março de 2019, o grupo lançou "Wakey-Wakey" como o lead single de seu primeiro álbum de estúdio japonês, Awaken, lançado em 17 de abril. O álbum foi o segundo grande lançamento do grupo para o mercado japonês e o primeiro a não apresentar Winwin, que estava em um hiato devido à sua participação nas promoções do WayV. Awaken contém canções em japonês, coreano e inglês para "continuar" a história de seu primeiro extended play em japonês Chain (2018). No mesmo mês, o NCT 127 assinou com a Capitol Music Group e a Caroline Distribution como parte de um acordo de distribuição mundial com a SM Entertainment, onde a CMG e a Caroline fornecem a distribuição e marketing para o grupo em vários territórios em todo o mundo. O grupo performou nos programas americanos Good Morning America e Strahan and Sara em 18 de abril, se tornando o terceiro ato de K-pop a se apresentar no programa, onde inrterpretaram "Superhuman" como lead single de seu quarto EP em coreano, We Are Superhuman, lançado 24 de maio de 2019. O EP estreou no número onze na parada de álbuns da Billboard 200 com 27 mil cópias vendidas, tornando-se a segunda aparição do grupo no gráfico. O grupo estrelou o programa de variedades japonês, NCT 127 Teach Me JAPAN!, que começou a ser transmitido na TV digital a partir de 9 de junho. Uma versão em inglês de "Highway to Heaven" foi lançada como o segundo single do EP em 18 de julho de 2019. Em 16 de agosto do mesmo ano, a SM Entertainment anunciou que Jungwoo entraria em um hiato devido a problemas de saúde, embora SM tenha dito em novembro de 2019 que sua saúde estava melhorando e ele possivelmente se juntaria ao grupo em 2020.
O NCT 127 se apresentou como convidados especiais no Global Citizen Festival em Nova York em setembro de 2019. O grupo lançou seu primeiro álbum ao vivo, Neo City: Seoul - The Origin, em 24 de outubro. Eles se apresentaram no MTV Europe Music Awards de 2019 em Sevilha, na Espanha em 3 de novembro, tornando-se o primeiro grupo de K-pop a se apresentar na cerimônia. O grupo também se apresentou no Macy's Thanksgiving Day Parade em Nova York em 28 de novembro, tornando-o o primeiro artista coreano a se apresentar no evento, bem como no Today um dia depois. Em 5 de dezembro, o NCT 127 se apresentou no concerto anual Poptopia 2019 na Baía de São Francisco, Califórnia, ao lado de cantores como Lizzo, Bazzi, Halsey e Normani. O grupo ficou a cargo de encerrar o show, sucedendo Lizzo. Jim Harrington em sua crítica sobre o evento paro o The Mercury News, declarou: "O NCT 127 foi originalmente programado para o horário de abertura do show, mas foi aumentado para um status mais próximo às 11 horas. Não pense que isso significa que o NCT 127 foi o ato mais popular do projeto. Lizzo possuía essa distinção. Mas havia certamente um contingente considerável de fãs que estavam na casa principalmente para ver a sensação de Seul. Foi uma grande preocupação que os mais dedicados desses fãs pudessem sair depois da apresentação dos astros de K-pop. E ninguém queria que Lizzo tocasse na frente de um monte de assentos vazios. Colocar a banda por último eliminou esses tipos de preocupações. Como esperado, o NCT 127 provocou uma enorme resposta do público ao subir ao palco e começar a se mover por movimentos de dança coreografados e grooves igualmente lisos. Dois dias depois o grupo se apresentou no B96 Pepsi Jingle Bash, realizado na Allstate Arena, em Rosemont, Illinois. NCT 127 e Monsta X foram os únicos artistas do K-pop a se apresentar no evento, que contou também com apresentações de Katy Perry, Camila Cabello, Marshmello e Normani.
Após longos meses de recuperação, em 23 de janeiro de 2020 foi anunciado pela mídia coreana SPOTV News o retorno de Jungwoo para o NCT 127. Dias depois, em 27 de janeiro, foi lançado o vídeo musical da canção "Dreams Come True", como um presente para os fãs do grupo. No mesmo dia foi anunciado o lançamento do segundo álbum de estúdio em coreano do grupo, Neo Zone, para 6 de março de 2020. O álbum ultrapassou 530 mil cópias em pré-vendas antes de seu lançamento, marcando um novo recorde pessoal para o grupo até aquele momento. A faixa escolhida para liderar o álbum foi "Kick It", mas o grupo divulgou mini clipes para algumas outras faixas do álbum durante o mês de fevereiro, enquanto o vídeo musical do lead single foi lançado em 5 de março. Neo Zone estreou no número cinco na Billboard 200 dos Estados Unidos com 83 mil cópias vendidas, tornando-se a primeira vez que o NCT 127 entrou no top 10 da Billboard 200. O álbum estreou no número um no Gaon Album Chart da Coreia do Sul, tornando-se o quinto lançamento do grupo a realizar esse feito. O álbum fechou o mês de março com mais de 723 mil cópias vendidas apenas na Coreia do Sul. De acordo com Alexis Hodoyan-Gastelum, para o Consequence of Sound, Neo Zone é o "melhor do grupo", e "marca todas as caixas quando se trata de tocar seus pontos fortes, que incluem versatilidade vocal, uma seleção diversificada de músicas de hip-hop e R&B, e proporciona aos fãs um tempo divertido." O lead Single "Kick It" estreou no número 68 na Gaon Digital Chart da Coreia do Sul para a edição do gráfico de 1 à 7 de março de 2020, subindo e alcançando o número 21 na semana seguinte, tornando-se o primeiro single do grupo no top 30 na parada. Em 10 de março de 2020, a subunidade se apresentou no evento anual RodeoHouston realizado no NRG Stadium, em Houston, Texas, que é conhecida como a maior exposição de gado indoor e rodeio do mundo.
O NCT 127 foi o quarto grupo da SM Entertainment a realizar um concerto online ao vivo, em uma série de concertos organizados em conjunto pela SM e Naver no serviço de streaming de concertos ao vivo "Beyond LIVE", realizado em 17 de maio de 2020. Dias depois, em 19 de maio, o grupo lançou a versão repaginada de seu segundo álbum coreano, Neo Zone, intitulado Neo Zone: The Final Round. O álbum foi lançado junto com o single "Punch", que o grupo estreou ao vivo durante o show "Beyond Live" dois dias antes. As vendas combinadas de Neo Zone e The Final Round ultrapassaram 1,2 milhão de cópias, marcando-o como o primeiro lançamento da subunidade a vender mais de um milhão de cópias em maio de 2020. O grupo se reuniu com o resto do NCT para seu segundo álbum de estúdio, NCT 2020 Resonance Pt. 1, que foi lançado em 12 de outubro. A faixa "Music, Dance" do 127 foi incluída no álbum.

### 2021–presente:Sticker
O grupo lançou o seu segundo EP japonês, Loveholic, em 17 de fevereio de 2021. O EP alcançou o primeiro lugar nas paradas diárias de álbuns da Oricon, vendendo mais de 97 mil cópias em seu primeiro dia de lançamento no Japão. Loveholic foi precedido pelos singles "First Love", lançado no dia do NCT 127 em 27 de janeiro (1/27), e, "Gimme Gimme" em 15 de fevereiro. Em 4 de junho, o NCT 127 colaborou com a Amoeba Culture para lançamento do single digital "Save". No dia 28 de junho, a SM lançou uma apresentação sobre o futuro da empresa e o retorno de seus artistas. A apresentação explicou que o grupo planejava lançar um terceiro álbum de estúdio e um repaginado. Em um fanmeet para o quinto aniversário do grupo, eles confirmaram que o álbum teria uma janela de lançamento em setembro. Seu terceiro álbum de estúdio em coreano, Sticker, foi lançado em 17 de setembro, composto por onze faixas, incluindo o lead single de mesmo nome. Dias antes de seu lançamento o álbum já havia ultrapassado 2,12 milhões de cópias vendidas apenas na pré-venda. O grupo iniciou as promoções do álbum no The Late Late Show with James Corden, apresentando a faixa-título pela primeira vez.
Em 25 de outubro, o grupo lançou Favourite, como a versão repaginada de Sticker, que traz três novas faixas, incluindo o lead single "Favourite (Vampire)". Uma semana após seu lançamento, foi relatado que o álbum vendeu 1,1 milhão de cópias. Em 3 de novembro de 2021, foi relatado que Sticker e Favourite venderam um total de 3,58 milhões de cópias, tornando-se o álbum mais vendido da SM Entertainment até quele momento.

## Integrantes
Todos os membros do NCT 127 faziam parte do SM Rookies, um grupo de pré-estreia de trainees da SM Entertainment.
| Integrantes ativos - Johnny (쟈니) – Rapper líder, dançarino líder e vocalista de apoio. - Yuta (유타) – Dançarino principal, rapper e vocalista. - Doyoung (도영) – Vocalista principal. - Jungwoo (정우) – Vocalista líder e dançarino líder. - Mark (마크) – Rapper principal, dançarino principal e vocalista. - Haechan (해찬) – Vocalista líder e dançarino líder. | Integrantes inativos - Taeyong (태용) – Líder, rapper principal, dançarino principal, vocalista, visual e center. - Jaehyun (재현) – Vocalista líder, dançarino líder, visual e rapper de apoio. - Winwin (윈윈) – Dançarino líder e vocalista de apoio. Ex-integrantes - Taeil (태일) – Vocalista principal. |

## Discografia
- Regular-Irregular (2018)
- Awaken (2019)
- Neo Zone (2020)
- Sticker (2021)

## Turnês
Turnês principais
- NCT 127 1st Tour 'NEO CITY – The Origin' (2019–20)[121]
- NCT 127 2nd Tour 'NEO CITY – The Awards' (2020)

Showcases
- NCT 127 The Introduction “connect” (2017)[122]
- NCT 127 JAPAN Showcase Tour "chain" (2018)[123]